# Morlans (San Sebastián)

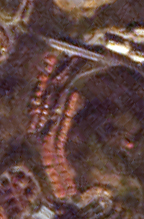
Morlans desde el aire

Morlans (Mourlâs, en Gascón) es una zona perteneciente al barrio de Amara Nuevo de San Sebastián (País Vasco, España). Situado entre el Paseo de Errondo el Parque Ayete y el Parque Melodi

## Historia
El topónimo Morlans se cita por primera vez en 1525; por una escritura de propiedad sabemos que María de Fayet, hoy Ayete, vende a Joanes de Guarnizo, del caserío sito en Lugaritz, los terrenos del puerto de Morlas. Es un topónimo gascón. Mourlâs (Morlàas en lengua francesa) fue la antigua capital de Bearn. Las personas mayores autóctonas de la zona, siempre utilizan Morlas y nunca Morlans para referirse a este lugar. Antiguamente este paseo también era conocido con el nombre de Paseo de la Cañería o Paseo de los Caños, refiriéndose con seguridad al acueducto que existía paralelo a este camino.

### Manantial de Morlans
En 1609 comenzó la ejecución de una nueva conducción de aguas diseñada por el fontanero Juan Ferrier, esta vez desde Morlans. La obra tuvo que ser reconstruida en 1658, dotándola de un acueducto bajo cuyos arcos transcurría el agua de la marisma, por constituir la zona de Morlans en aquel tiempo un entrante de la ría que se inundaba en pleamar. Tuvo que sufrir nueva reparación por parte del fontanero bordelés Pedro Larrochet como consecuencia de su nueva destrucción en el sitio de 1719. Tras el incendio de 1813 el agua de Morlans -que procedía un conjunto de 19 pequeños manantiales- alimentó a la fuente (1814) que se instaló en la Plaza Vieja. Tal fuente estuvo coronada por un León, el mismo que tras el arrasamiento de las murallas ha ornado durante muchos años la Plaza de Lasala. Al reducido caudal de Morlans se sumaron los procedentes de los manantiales de Lapazandegui y Moneda (1848), situados en Ulía. El abastecimiento de agua potable se organizaba mediado el siglo XIX de la siguiente manera: el agua de la nueva traída de Ulía alimentaba la fuente de la plaza de los Esterlines, desde donde partían otras dos conducciones; una hacia la calle de la Trinidad (con un ramal hacia la fuente de San Vicente) y la otra hacia el alto de Puyuelo (al oeste) del que partía una conducción hacia el puerto que alimentaba dos fuentes y un pequeño lavadero. El viejo acueducto de Morlans alimentaba las fuentes de la Plaza Vieja, de la Brecha y el Abrevadero de la calle de los Cuarteles

### Fábrica de Gas
Con objeto de sustituir los antiguos faroles de aceite que alumbraban la ciudad, en 1861 la "Empresa del Alumbrado de Gas de San Sebastián", de capital mixto -privado y municipal- dispuso su fábrica y gasómetro (depósito regulador) al pie del Cerro de San Bartolomé, cifrándose su producción en unos 300 m² diarios. En 1893 el servicio fue municipalizado bajo la denominación de Fábrica Municipal de Gas de San Sebastián s. a, procediéndose al traslado de la Fábrica a Morlans. La producción de la nueva fábrica aumentó hasta 500 m³ diarios con objeto de atender la creciente demanda de gas, que en 1939 había ascendido ya hasta 28.000 m³ diarios.
| Año  | Abonados |
| ---- | -------- |
| 1970 | 18.000   |
| 1977 | 22.000   |
| 1980 | 25.000   |
| 1985 | 28.000   |
| 1990 | 30.000   |
| 1993 | 40.000   |
| 2003 | 55.000   |

Entre el diverso material que se trasladó de la vieja a la nueva fábrica destaca el gasómetro de 800 m³ de capacidad construido en Lyon por la casa Bonet-Sparing y Cie. Disponía de una cuba metálica y guías tangenciales de 14,8 m de longitud rematadas con pequeños detalles ornamentales. La estructura de la cuba metálica es de juntas y engranajes remachados y un novedoso sistema interno de mantenimiento totalmente realizado en madera.El gasomotor alemán es de la marca Otto Fabrik Deutz de 16 HP, tiene un alternador de la Société Anonnime de Geneve, unos paneles Siemens-Schubert, además de una grúa puente construida en Pasaia. Constituye uno de los elementos conservados de la Fábrica de Morlans por su interés en el campo de la arqueología industrial.
El combustible distribuido era el denominado "gas ciudad", inicialmente obtenido a partir de la combustión del carbón y, desde 1970, de derivados del petróleo, gracias a un sistema de "craking catalítico de naftas ligeras" con capacidad para producir hasta 10.000 m³/hora. En la década de 1980 entró en servicio el gasoducto de alta presión Barcelona-Valencia/País Vasco, propiedad de ENAGAS, al que se conectó el gasoducto Vergara-Irún, propiedad de Gas Euskadi. De este último parten gasoductos de media presión que proporcionan gas natural al usuario industrial y también la red de distribución para usos domésticos explotada por la "Fábrica Municipal de Gas de San Sebastián", que comienza a utilizar la marca comercial "Donostigas". La red principal que surte actualmente a los barrios centrales consta de cuatro arterias que parten de las instalaciones de Donostigas en Morlans, surtida por el gasoducto de Gas Euskadi que llega desde la zona de Oriamendi. Hasta la llegada del gas natural estas cuatro arterias fueron: Oeste (Antiguo, Bidebieta II e Ibaeta), Centro (Parte Vieja, Ensanche y Gros), Eguía (pasando por el Paseo de los fueros y puente de María Cristina, dando servicio a Eguía, Intxaurrondo Norte y Ategorrieta) y Amara. Las citadas arterias tenían un diámetro de 250 mm, excepto la que alimentaba al Centro, que tenía 400 mm)
Durante la década de los noventa se introdujo el gas natural en los barrios de nueva construcción y la Fábrica Municipal siguió generando gas ciudad a partir del gas natural mientras se procedía a la reconversión de la red de distribución. En el año 1998 la citada empresa desmanteló sus instalaciones de producción, dedicándose únicamente a la distribución de gas natural entre los aproximadamente 40.000 abonados al servicio. La Fábrica Municipal de gas de San Sebastián S.A. Participó al 55% las empresas Gas Hernani y Gas Pasaia, disponiendo de participación testimonial en la Sociedad del Balneario de la Perla del Océano (0,33%).

#### Vuelve la Fábrica de Gas
En enero de 2010 abre sus puertas el nuevo edificio del Colegio Público Amara Berri situado en Morlans y cuyo gimnasio es el edificio que contiene el gasomotor de la antigua Fábrica de Gas. Este edificio protegido por el Gobierno Vasco como bien cultural con categoría de monumento, exigió en marzo de 2007 su desmontaje piedra a piedra y un compromiso de reconstrucción en la zona.
El gasómetro de la fábrica se encuentra en una zona próxima bajo el vial Amara-Ibaeta a unos metros de su emplazamiento original.

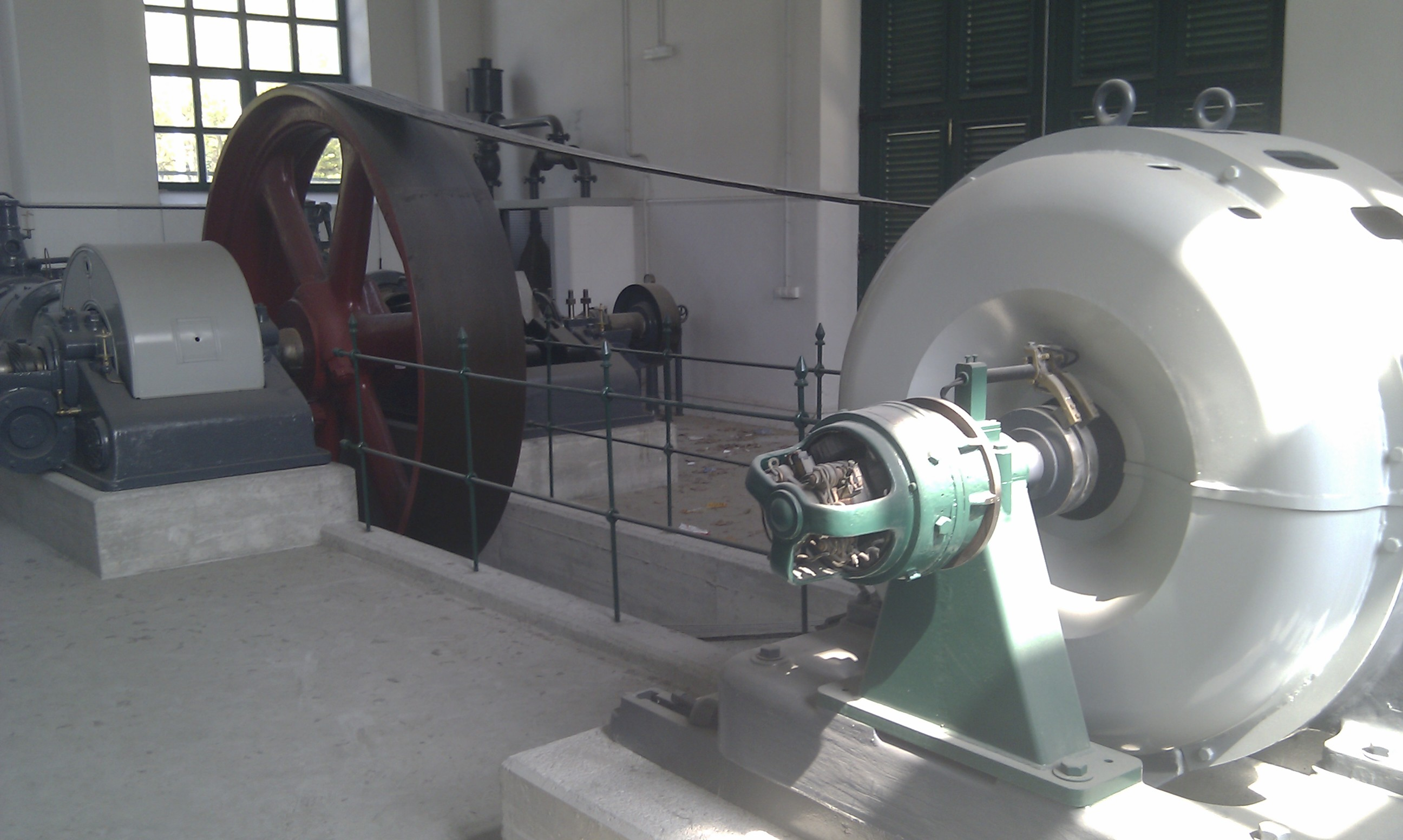
Gasomotor
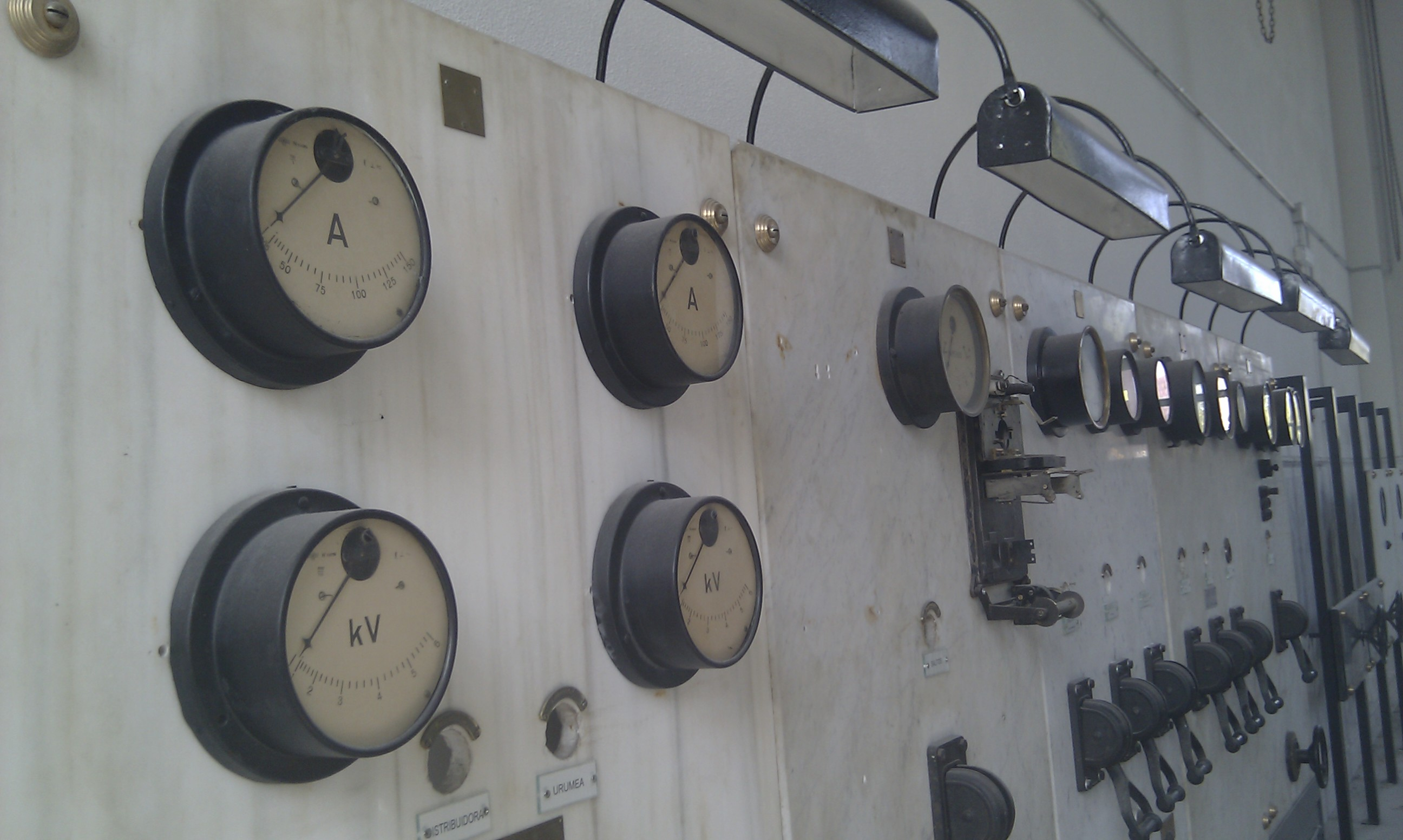
Cuadro de mandos

### Cerco a terroristas de ETA
En 1991, y durante la celebración de la Semana Grande, agentes de la Guardia Civil rodearon la casa Tolaretxe, situada en la parte alta del barrio de Morlans y comenzó un asalto que se prolongó durante unas cuatro horas. Como consecuencia de la operación policial, tres terroristas de ETA resultaron muertos. Eran Iñaki Ormaetxea, Jokin Leunda y Patxi Itziar. La operación de la Guardia Civil necesitó el empleo de armamento, incluidos botes de humo que lanzaron al interior de aquella vivienda con el objetivo de hacer salir a quienes se encontraban en la casa. El director de la Guardia Civil viajó hasta San Sebastián para comparecer ante los medios de comunicación en el Gobierno Civil, y destacar la importancia de la operación que acababa de llevar a cabo.
Dos agentes de la Guardia Civil fueron heridos por los terroristas.

### Ampliación de Morlans
En 2008 el proyecto inicial constaba de 350 viviendas de VPO, en compra y alquiler, un edificio de oficinas, 1800 m² de locales comerciales y 350 garajes de venta libre. Actualmente se encuentran terminados y habitados 6 bloques de viviendas. En 2013 en uno de ellos fueron realojados vecinos del barrio de Txomin Enea tras las inundaciones. En 2014 vecinos de Trintxerpe afectados por el incendio de sus viviendas la Nochevieja del 2013 también fueron realojados en Morlans.

## Infraestructuras
El antiguo túnel ferroviario que une Morlans e Ibaeta fue reconvertido en acceso ciclista en ambas direcciones, con el nombre de túnel de Morlans, en 2009.